# Aphanotrigonum beschovskii
Aphanotrigonum beschovskii är en tvåvingeart som beskrevs av Dely-draskovits 1981. Aphanotrigonum beschovskii ingår i släktet Aphanotrigonum och familjen fritflugor. Inga underarter finns listade i Catalogue of Life.